# Trần Quý
Trần Quý là một nhạc sĩ, nhạc trưởng, nhà soạn nhạc người Việt Nam, ngoài ra ông còn nghiên cứu, giảng dạy và quản lý nghệ thuật. Ông được nhà nước phong tặng danh hiệu Nghệ sĩ Ưu tú năm 1983 và Nghệ sĩ Nhân dân năm 1993.

## Tiểu sử
Trần Quý sinh ngày 26 tháng 3 năm 1931, quê ở Mỹ Lộc, Nam Định; tuy không được theo học nhạc chính quy, nhưng ông đã được tiếp xúc với âm nhạc từ bé.

## Sự nghiệp
Tháng 11 năm 1946, Trần Quý làm liên lạc viên cho bộ đội và được vào học Trường Thiếu sinh quân Liên khu III đến năm 1949, chuyển sang hoạt động nghệ thuật chuyên nghiệp ở Đội Thiếu sinh quân Vệ quốc quân Tổng cục Chính trị Quân đội Nhân dân Việt Nam. Trong thời gian này ông được học nhạc cơ bản từ đàn anh Đỗ Nhuận và các thầy như Bằng Cao, Trọng Loan, Canh Tuân. Với vốn tiếng Pháp tương đối, Trần Quý đã giúp Đỗ Nhuận biên dịch các tài liệu chuyên ngành của Albert Lavignac và Théodore Dubois.
Năm 1953, Trần Quý là một trong những người đầu tiên được cử đi du học Đại học Âm nhạc tại Nhạc viện Léningrad, Liên Xô cũ. Vì trình độ còn thấp nên ông và hai bạn học khác phải gấp rút học chương trình của 4 năm Trung Cấp trong thời gian 2 năm học dự bị; phải trải qua kỳ thi sát hạch, đủ điểm mới chính thức được nhận vào đại học. Năm 1957 Trần Quý trở thành một trong những hội viên đầu tiên, khi hội Nhạc sĩ Việt Nam được thành lập. Năm 1963, ông tốt nghiệp, về nước và làm chỉ huy dàn nhạc ở Nhà hát Giao hưởng - Hợp xướng- Nhạc Vũ Kich Việt Nam.
Năm 1971, ông làm Phó Giám đốc Nhà hát Ca Múa Nhạc Trung ương. Năm 1986, về làm chuyên viên cao cấp Cục Âm nhạc và Múa, Bộ Văn hóa - Thông tin.
Trần Quý là người đầu tiên chỉ huy và dàn dựng các vở opéra: Cô Sao (Đỗ Nhuận), Bên bờ K'rông Pa (Nhật Lai), Núi rừng hãy lên tiếng (Triều Tiên) và nhiều tác phẩm giao hưởng khác. Tới năm 2006, khi tuổi đã cao, sức khỏe kém ông đã dừng hoàn toàn công việc chỉ huy và chuyển sang hoạt động trên lĩnh vực lý luận và đào tạo.
Trần Quý tham gia giảng dạy tại Nhạc viện Hà Nội, đào tạo được hơn 20 chỉ huy nhạc Giao hưởng với trình độ Đại học. Ông sáng tác nhiều ca khúc, viết nhạc giao hưởng, sách báo chuyên ngành, là thành viên hội đồng xét giải thưởng Nhà nước, giải thưởng Hồ Chí Minh, xét duyệt danh hiệu Nghệ sĩ ưu tú, Nghệ sĩ nhân dân - về phần âm nhạc.

## Khen thưởng
- Danh hiệu Nghệ sĩ Ưu tú năm 1983 và Nghệ sĩ Nhân dân năm 1993.
- Huân chương Lao động hạng Nhất năm 1998.
- Giải thưởng Nhà nước về Văn học - Nghệ thuật đợt II, năm 2007.
- Giải thưởng đặc biệt xuất sắc của Hội Nhạc sĩ Việt Nam.
- Giải thưởng Hội Văn nghệ Việt Nam năm 1953 và 1955 - Bài hát: Hát mừng anh hùng Núp.
- Giải Nhì của Ban Thống nhất Trung ương năm 1955 - Bài hát: Lời ca thống nhất.
- Huy chương Vàng Liên hoan kịch hát năm 1987 cho:
  - Trên mỏ Đèo Nai em hát (Bài hát),
  - Lửa tình yêu (nhạc kich 3 màn).
- Giải Nhất về hòa tấu lớn của Hội Nhạc sĩ Việt Nam năm 1996 cho: 
  - Ngọn đèn của biển (concertino cho cello và dàn nhạc),
  - Suite 4 chương Tây Nguyên.
- Giải thưởng Giao hưởng - Thính phòng lần thứ nhất của Bộ Văn hóa – Thông tin năm 1993 cho: Biển quê hương (concertino cho đàn bầu và dàn nhạc)

## Tác phẩm

### Sự kiện
- Chủ biên, tác giả âm nhạc cho:
  - Lễ hội 300 năm Sài Gòn – thành phố Hồ Chí Minh năm 1998.
  - Lễ hội 990 năm Thăng Long – Hà Nội năm 2000.

#### Sách
- Những kỉ niệm về đội thiếu sinh vệ quốc quân - Hồi ký.
- 1000 năm âm nhạc Thăng Long – Hà Nội ---- Đồng tác giả.
- Âm nhạc truyền thống và cách tân.
- Những vấn đề phối khí cho dàn nhạc dân tộc đương đại (2004).

### Sáng tác nhạc
- Hát mừng Anh hùng Núp (1954) --- Bài hát
- Lời ca Thống nhất --- Bài bát
- Tiếng hát trên sông Nậm Na
- Trên mỏ Đèo Nai em hát --- Bài hát
- Lửa tình yêu --- nhạc kich
- Người đi săn và chim công --- nhạc múa
- Những anh hùng dũng sĩ Trị Thiên – Huế --- nhạc phim
- Suite 4 chương Tây Nguyên --- giao hưởng
- Ngọn đèn của biển --- concertino cho cello và dàn nhạc
- Biển quê hương --- concertino cho đàn bầu và dàn nhạc

### Chỉ huy nhạc giao hưởng
- Cô Sao (Đỗ Nhuận)
- Người tạc tượng (Đỗ Nhuận)
- Bên bờ Krông Pa (Nhật Lai),
- Bông sen (Lưu Hữu Phước)
- Núi rừng hãy lên tiếng (Opera Triều Tiên)